# Sitalcina californica
Sitalcina californica es una especie de arácnido del género Sitalcina, familia Phalangodidae. Fue descrita científicamente por Banks en 1893.
Habita en América del Norte.